# Dirty bit
Dirty bit (též modified bit) je v informatice název jednobitového příznaku, který indikuje, že byla stránka operační paměti změněna. Mikroprocesor (resp. jeho jednotka správy paměti, tj. MMU) počítače nastavuje dirty bit v okamžiku, kdy provede zápis do stránky paměti. Nastavený bit tím indikuje, že stránka byla v operační paměti změněna (oproti obsahu dat v úložném zařízení) a data v ní obsažená musí být do úložného zařízení zapsána (např. na pevný disk). Dirty bit je používán při stránkování paměti, kde je uložen v tabulce stránek.